# Ocrelizumab
Ocrelizumab (tên thương mại Ocrevus) là một kháng thể đơn dòng nhân bản chống CD20. Nó nhắm đích CD20 trên tế bào lympho B và do đó là một loại thuốc ức chế miễn dịch. Ocrelizumab liên kết với một epitope trùng với epitope mà rituximab liên kết.
Nó đã được FDA phê duyệt vào tháng 3 năm 2017 như là một điều trị cho bệnh đa xơ cứng, và là loại thuốc đầu tiên được FDA chấp thuận cho dạng tiến triển chính của MS; nó được phát hiện và phát triển và được tiếp thị bởi công ty con Genentech của Hoffmann-La Roche dưới tên thương mại Ocrevus. Với sự chấp thuận, FDA cũng yêu cầu công ty tiến hành một số thử nghiệm lâm sàng giai đoạn IV để hiểu rõ hơn về việc thuốc có an toàn và hiệu quả ở người trẻ tuổi, nguy cơ ung thư và ảnh hưởng đối với phụ nữ mang thai và trẻ em mà họ có thể chịu.
Khi ra mắt, loại thuốc này có giá 65.000 đô la (chi phí hàng năm, cho hai lần tiêm truyền mỗi năm).

## Sử dụng y tế
Ocrelizumab được sử dụng để điều trị tái phát hoặc các dạng tiến triển chính của bệnh đa xơ cứng. Nó được quản lý bằng cách tiêm truyền tĩnh mạch.

## Chống chỉ định
Ocrelizumab không nên được sử dụng ở những người bị nhiễm viêm gan B hoặc có tiền sử phản ứng nặng với thuốc này. Nếu ai đó bị nhiễm trùng hoặc bệnh truyền nhiễm, điều trị nên được trì hoãn cho đến khi nhiễm trùng được giải quyết. Nó chưa được thử nghiệm ở phụ nữ mang thai, nhưng dựa trên các nghiên cứu trên động vật dường như không an toàn cho phụ nữ mang thai; nó được bài tiết qua sữa mẹ và tác dụng đối với trẻ sơ sinh chưa được biết rõ.

## Tác dụng phụ
Kể từ tháng 10 năm 2016, ba thử nghiệm lâm sàng giai đoạn III của ocrelizumab được sử dụng để có được sự chấp thuận đã không được công bố. Dựa trên số liệu công bố từ các thử nghiệm lâm sàng tại thời điểm đó, những sự kiện bất lợi thường gặp nhất là phản ứng truyền bao gồm ngứa da, nổi mẩn, phát ban, đỏ bừng mặt, cổ họng và kích thích miệng, sốt, mệt mỏi, buồn nôn, tim đập nhanh, nhức đầu, và chóng mặt. Một người chết vì hội chứng đáp ứng viêm toàn thân và trong một thử nghiệm khác, tỷ lệ ung thư cao gấp ba lần (2,3% so với 0,8%) ở những người dùng thuốc so với những người dùng giả dược. Các thử nghiệm lâm sàng trong viêm khớp dạng thấp và lupus đã bị dừng lại do tỷ lệ nhiễm trùng nghiêm trọng quá cao; những kết quả này đã không được nhìn thấy trong các thử nghiệm được công bố ở những người bị MS và sự khác biệt có thể là do sự khác biệt trong cơ thể của những người mắc các bệnh khác nhau, cũng như các loại thuốc khác mà họ đang dùng.
Có nguy cơ nhiễm trùng các loại, bao gồm nhiễm trùng đường hô hấp, ở những người dùng thuốc ức chế miễn dịch như ocrelizumab; tuy nhiên, trong các thử nghiệm lâm sàng được đệ trình lên FDA, nhiều người dùng ocrelizumab bị nhiễm trùng hơn so với những người dùng Interferon beta-1a đã làm, bao gồm nhiễm trùng đường hô hấp trên và dưới, herpes và viêm gan B tái hoạt động; nguy cơ mắc bệnh não chất trắng đa ổ tiến triển, một căn bệnh do nhiễm virus ở não, cũng tăng lên.
Tăng nguy cơ ác tính với ocrelizumab có thể tồn tại. Trong các thử nghiệm kiểm soát, các khối u ác tính, bao gồm ung thư vú, xảy ra thường xuyên hơn ở những bệnh nhân được điều trị bằng ocrelizumab. Ung thư vú xảy ra ở 6 trong số 781 phụ nữ được điều trị bằng ocrelizumab cho MS trong các thử nghiệm lâm sàng. Không ai trong số 668 phụ nữ được điều trị bằng Rebif (interferon beta-1a) hoặc giả dược trong các thử nghiệm lâm sàng phát triển ung thư vú. Bệnh nhân nên tuân theo các hướng dẫn sàng lọc ung thư vú tiêu chuẩn.

## Dược lý
Ocrelizumab là một loại thuốc kích thích miễn dịch; nó liên kết với CD20, được tạo ra một cách chọn lọc bởi các tế bào B và khi ocrelizumab liên kết với CD20, nó giết chết các tế bào B bằng cách gây độc tế bào qua trung gian kháng thể và, ở mức độ thấp hơn, gây độc tế bào phụ thuộc bổ sung.

## Hóa học
Ocrelizumab là một kháng thể đơn dòng được nhân hóa, liên kết với một epitope CD20 trùng lặp một phần với epitope mà rituximab liên kết. Nó có một immunoglobulin G1 với vùng thay đổi so với CD20 của con người, với chuỗi 2H7 γ1 của chuột người, được liên kết thông qua các liên kết disulfide với chuỗi 2H7 mon của chuột người trong một dimer.

## Lịch sử
Một nghiên cứu về rituximab ở MS có kết quả mạnh mẽ, được công bố trên Tạp chí Y học New England năm 2008, đã quan tâm đến sự suy giảm tế bào B như một chiến lược để điều trị MS và đã dẫn đến việc sử dụng rituximab ngoài nhãn hiệu để điều trị chính và tái phát MS. Rituximab là một loại protein chuột, và có khả năng miễn dịch ở người, và Genentech cùng công ty mẹ Roche đã quyết định tập trung vào loại mEP tương tự nhưng được nhân hóa mà họ đã có, ocrelizumab, cho MS.
Các thử nghiệm lâm sàng ở những người bị viêm khớp dạng thấp và lupus đã bị dừng lại vào năm 2010 vì những người mắc các bệnh này phát triển quá nhiều bệnh nhiễm trùng cơ hội khi dùng ocrelizumab. Nó cũng được nghiên cứu trong ung thư huyết học.
Trong MS, kết quả giai đoạn II đã được công bố vào tháng 10 năm 2010 và vào tháng 10 năm 2015, Genentech đã trình bày kết quả tạm thời của ba thử nghiệm lâm sàng giai đoạn III. Vào tháng 2 năm 2016, FDA đã cấp Chỉ định Trị liệu Đột phá cho bệnh đa xơ cứng tiến triển chính.
Vào ngày 28 tháng 3 năm 2017, FDA đã phê duyệt ocrelizumab cho bệnh tái phát và đa xơ cứng tiến triển chính. Đây là phương pháp điều trị đầu tiên được FDA chấp thuận cho dạng tiến triển chính. Khi FDA phê duyệt loại thuốc này, Roche đã yêu cầu Roche tiến hành một số thử nghiệm lâm sàng giai đoạn IV, bao gồm: một nghiên cứu gồm hai phần ở những người từ mười đến 17 tuổi với tái phát bệnh đa xơ cứng để xác định liều lượng, sau đó cần sự an toàn và hiệu quả ở những người này. hoàn thành vào năm 2024; một nghiên cứu năm năm trong tương lai để hiểu rõ hơn về nguy cơ ung thư, cần phải hoàn thành vào năm 2030; một nghiên cứu tiền cứu tạo ra sổ đăng ký phụ nữ bị MS tiếp xúc với ocrelizumab trước và trong khi mang thai, phụ nữ bị MS không tiếp xúc với ocrelizumab, và phụ nữ không có MS, để hiểu về ảnh hưởng đối với phụ nữ và trẻ em mà họ có thể chịu, vào năm 2029; một nghiên cứu kết quả mang thai bổ sung vào năm 2024; và một nghiên cứu linh trưởng không phải của con người về sự phát triển và kết quả của thai nhi vào năm 2019.